# International Alliance for Mountain Film
De International Alliance for Mountain Film (IAMF) is een alliantie van bergfilmfestivals uit de hele wereld. De IAMF werd in 2000 opgericht in het Museo Nazionale della Montagna in Turijn.
Het doel van de alliantie is om het publiek, filmmakers en filmfestivals in de hele wereld te informeren over bergfilms. De leden van de alliantie komen tweemaal per jaar bij elkaar op een van de bergfilmfestivals.
De deelnemende filmfestivals zijn:
- Berg- und Abenteuerfilmfestival Graz, Graz, Oostenrijk
- Banff Mountain Film Festival, Banff, Canada
- International Film Festival for Mountains, Extreme Sports and Adventures, Bansko, Bulgarije
- Dutch Mountain Film Festival, Heerlen, Nederland
- Internationales Bergfilmfestival, Teplice nad Metují, Tsjechië
- Festival International Du Film De Montagne et Aventure, Autrans, Frankrijk
- Internationales Bergfilmfestival Tegernsee, Tegernsee, Duitsland
- Kendal Mountain Film Festival, Kendal, Verenigd Koninkrijk
- Dundee Mountain Film Festival, Dundee, Verenigd Koninkrijk
- Museo Nazionale della Montagna "Duca degli Abruzzi" Cai-Torino, Turijn, Italië
- FilmFestival Internazionale Montagna Esplorazione Avventura "Citta di Trento", Trente, Italië
- Moscow International Festival of Mountaineering and Adventure Films "Vertical", Moskou, Rusland
- Mezinárodný Festival Horských Filmov, Poprad, Slowakije
- Festival Internacional De Cinema De Muntanya l Aventura, Torelló, Spanje
- Festival International Du Film Alpin Les Diablerets, Ormont-Dessus, Zwitserland
- Festival Dei Festivals, Lugano, Zwitserland
- Taos Mountain Film Festival, Taos, USA

De IAMF reikt elk jaar een prijs uit voor de beste bergfilm, de filmcompetitie is een combinatie van alle bergfilmfestivalawards. De zogenaamde IAMF Grand Prix.

## Prijswinnaars van de IAMF
- 2002 – Gerhard Baur
- 2003 – Leo Dickinson
- 2004 – Fulvio Mariani
- 2005 – Jean-Pierre Bailly
- 2006 – Directorate General for Television Switzerland
- 2007 – Michael Brown
- 2008 – Sebastián Álvaro
- 2009 – Lothar Brandler
- 2010 – Hans-Jürgen Panitz
- 2011 – Pavol Barabáš
- 2012 – Ermanno Olmi
- 2013 – Alastair Lee
- 2014 -- Eric Crosland and Dave Mossop van Sherpas Cinema
- 2015 -- Anne Lapied, Erik Lapied en Véronique Lapied